# Cantón de Toulouse-3
El cantón de Toulouse-3 es una división administrativa francesa, situada en el departamento de Alto Garona y la región de Mediodía-Pirineos.

## Composición
El cantón de Toulouse-3 incluye la parte de la ciudad formada por los barrios:
- Arènes
- Barrière de Bayonne et de Lombez
- Bourrasol
- Casselardit
- Fer à Cheval
- Fontaines
- Fontaine Lestang
- Patte d'Oie
- Rapas
- Roguet
- Saint-Cyprien